# Neu Freiberger Glück Stolln

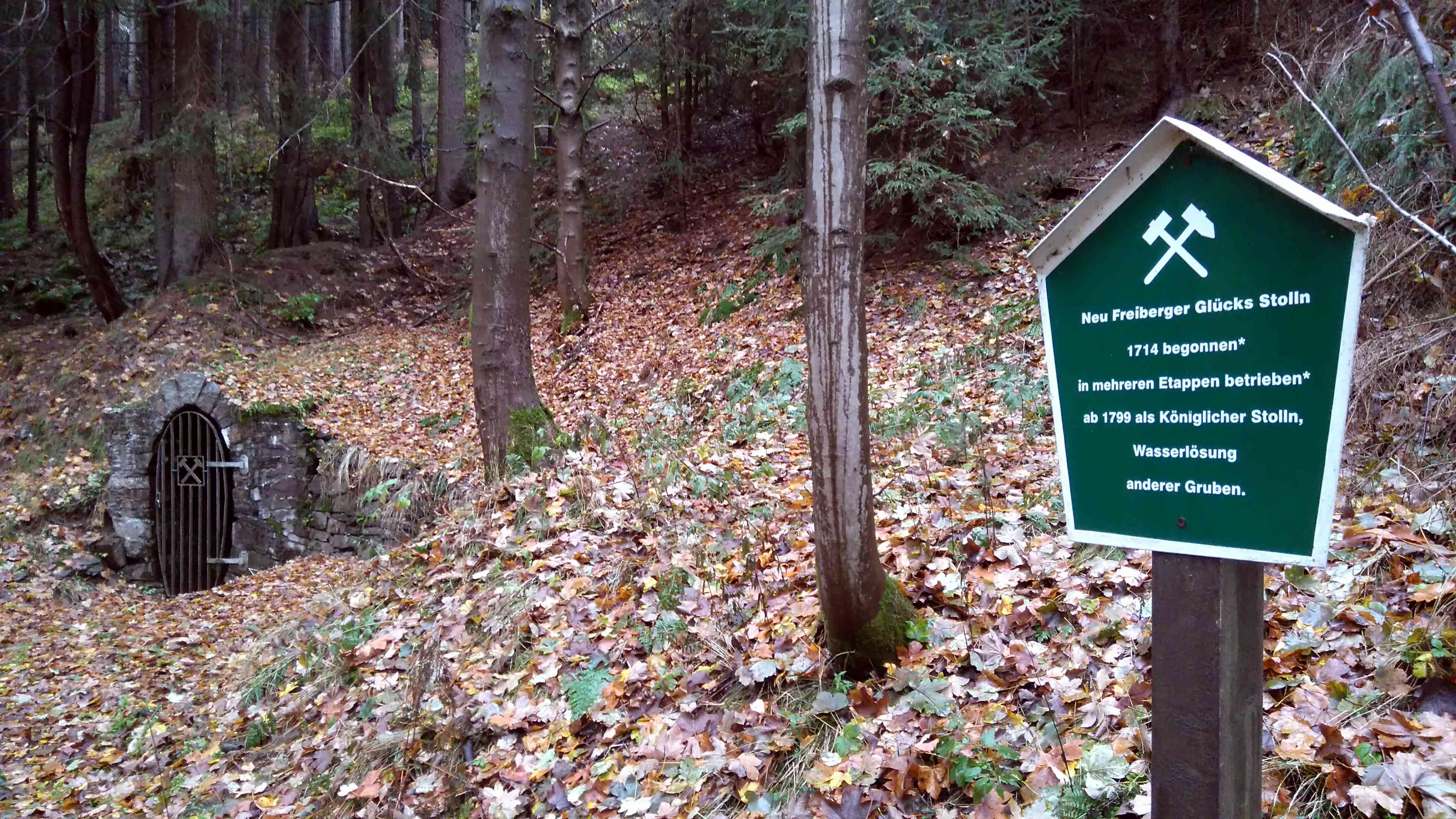
Neu Freiberger Glück Stolln – Mundloch und Hinweistafel

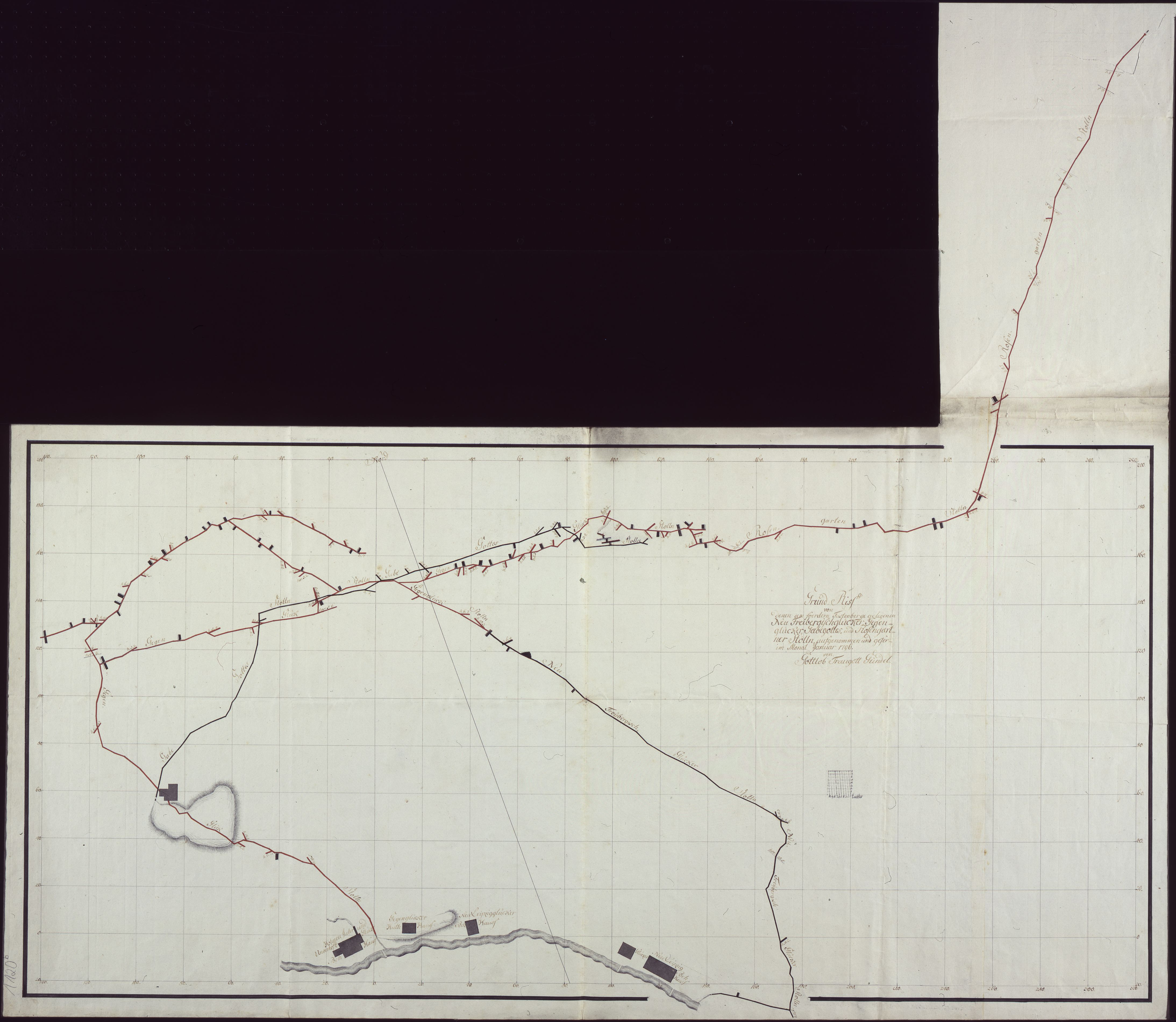
Grundriss Stollen vorderer Fastenberg, 1796

Der Neu Freiberger Glück Stolln ist eine bergmännische Anlage in Johanngeorgenstadt im Erzgebirgskreis in Sachsen. Weitere ältere Schreibweisen sind Neu Freybergerglück Stolln, Neu Freybergisch Glück Stolln und Neu Freybergischglücker Stolln.
Das Mundloch des Stollns befindet sich im Lehmergrund. Bereits 1698 wurde durch den Freiberger Bürger Georg Zocher eine Grube Freibergisches Glück auf Silber gemutet. Der Betrieb kam aber schon bald zum Erliegen. Da es keine Ortsangabe für diese Grube gibt, ist unklar, ob der jetzige Stolln mit der alten Grube identisch ist. Ab 1714 wurde der Stolln Neu Freiberger Glück in mehreren Etappen in den Vorderen Fastenberg getrieben; zwischen 1726 und 1766 als Beilehn des Henneberger Tiefen Erbstollns und zwischen 1768 und 1772 noch einmal als selbständige Grube. 1799 erfolgte der Ankauf durch das Kurfürstentum Sachsen. Der sächsische Staat unterstützte in den folgenden Jahren mittels Aufwältigung, weiteren Vortrieb und der Unterhaltung dieses Stollns das Berggebäude Gottes Seegen Erbstolln und St. Georg Fundgrube bei dessen Betrieb auf dem Gottes Seegen Spat. Im Jahr 1827 wurde das Mundloch erstmals mittels elliptischer Bruchsteinmauerung und anschließendem Firstgewölbe gegen Einsturz gesichert.
Während des bekannten schweren Unwetters am 6. Juli 1931 wurde ein Teil seiner Halde weggespült.
Mit der Übernahme der Grubenfelder durch das Objekt 01 der Wismut AG im Jahr 1946 wurde der Stolln als Schacht 17 geführt. Zuständig für die Arbeiten im Stolln war die Geologische Abteilung des Objektes. Im Zuge der Untersuchungsarbeiten wurden aufgefundene Uranvererzungen abgebaut. Die Arbeiten wurden 1950 eingestellt und der Stolln aufgegeben. Unmittelbar nach 1958 wurde das Mundloch gesprengt. Es wurde nach 1990 im Zuge der Anlegung eines Bergbaulehrpfades aus Bruchsteinen rekonstruiert und daneben eine Hinweistafel aufgestellt.
Bei Untersuchungen vor dem Ersten Weltkrieg wurde 1908 im Neu Freiberger Glück Stolln gelöstes Radiumsalz nachgewiesen.